# Notation Peano-Russell
En logique mathématique, la notation Peano-Russell est l'application de Bertrand Russell de la notation logique de Giuseppe Peano aux notions logiques de Frege, et est utilisé dans l'écriture des Principia Mathematica en collaboration avec Alfred North Whitehead :
La notation adoptée dans ce travail est basée sur celle de Peano, et les explications qui suivent sont dans une certaine mesure basées sur le modèle de celles qu'il expose dans son Formulario Mathematico [à savoir, Peano 1889].»

## Fonctions fondamentales de propositions
Les quatre fonctions fondamentales sont les fonctions contradictoires, la somme logique, le produit logique et la fonction implicative.

### Fonction contradictoire
La fonction contradictoire appliquée à une proposition retourne sa négation.
{\displaystyle \sim p}

### Somme logique
La somme logique appliquée à deux propositions retourne sa disjonction.
{\displaystyle p\lor q}

### Produit logique
Le produit logique appliqué à deux propositions retourne la valeur de vérité des deux propositions étant toutes les deux vraies.
{\displaystyle p\cdot q}

### Fonction implicative
La fonction implicative appliquée à deux propositions ordonnées retourne la valeur de vérité de la première impliquant la seconde proposition.
{\displaystyle p\supset q}

## Plus de fonctions complexes de propositions
{\displaystyle p\equiv q}, tient pour {\displaystyle p\supset q\cdot q\supset p}.
L'assertion est la même que la réalisation d'une déclaration entre deux étapes complètes.
{\displaystyle \vdash p}
Une proposition affirmée est forcément vraie (sauf erreur de la part de l'écrivain).
L'inférence est équivalente à la règle du modus ponens, où {\displaystyle p\cdot p\supset q.\supset q}
En plus du produit logique, des points ont également été utilisés pour afficher des regroupements de fonctions de propositions. Dans l'exemple ci-dessus, le point avant le dernier symbole de l'implication groupe toutes les fonctions précédentes.
La notation comprend les définitions en tant que fonctions complexes de propositions, en utilisant le signe égal « = » pour séparer le terme défini de sa définition symbolique, se terminant par les lettres «def.».